# فرودگاه شهری شهر اورنج
فرودگاه شهری شهر اورنج (به انگلیسی: Orange City Municipal Airport) یک فرودگاه همگانی بهره‌برداری هوایی است که یک باند فرود بتن دارد و طول باند آن ۱۲۹۵ متر است. این فرودگاه در کشور ایالات متحده آمریکا قرار دارد و در ارتفاع ۴۳۱ متری از سطح دریا واقع شده است.